# Élections départementales gabonaises de 2018
Les élections départementales gabonaises de 2018 se tiennent le 6 octobre 2018, en même temps que les élections législatives et les élections municipales.